# Городские легенды 2
«Городские легенды 2» (англ. Urban Legends: Final Cut — «Городские легенды: Окончательный монтаж») — американский слэшер 2000 года режиссёра Джона Оттмана, продолжение фильма 1998 года. В 2005 году вышла третья часть фильма — «Городские легенды 3: Кровавая Мэри». Съёмки фильма проводились в период с 29 октября по 16 декабря 1999 года. Премьера фильма состоялась 19 сентября 2000 года.

## Сюжет
Эми Мэйфилд (Дженнифер Моррисон) — студентка последнего курса университета. В качестве дипломной работы она снимает фильм, основанный на известных городских легендах, так или иначе имеющих отношение к убийствам. По ходу съёмок появляется некто реализующий содержание этих городских легенд в действительность. Развитие получают рассказанные, но нереализованные в первой части трилогии истории. Самой первой претворённой в жизнь легендой является неудавшаяся к осуществлению в предыдущем фильме история про вырезанную почку. Жертвой становится ученица-актриса.
Затем в продолжение сюжета жертвами становятся другие члены её съёмочной группы. Это наталкивает её на идею о том, что убийца хочет помешать снять ей фильм, и она принимается за собственное расследование происходящего. Помогает ей в этом брат-близнец убитого талантливого ученика по имени Старк, который учится на режиссёра. Старк выдвигает версию о том, что убийца хочет уничтожить конкурентов, мешающих ему получить премию Хичкока, открывающую большие возможности в карьере. Первой погибает актриса, которая задумала сниматься в первом акте — её убивают под легенду о забытых ключах, за которыми она возвращается. Её убивают в стиле знаменитой сцены в ванной из фильма «Психо» А. Хичкока.
Следующим убивают профессионального оператора. Его убийство связано с легендой о том, как крик всех студентов разом (являющийся традицией университета) заглушил крик жертвы. Только кричат не напрямую по легенде, а по сценарию. Плёнка с записями убийства похищается убийцей.
Затем погибают два мастера по спецэффектам. Они погибают в связи с легендой о тоннеле ужасов, в котором были расставлены вместо манекенов настоящие трупы.
Под угрозой находится и жизнь Эми. В последний момент она успевает раскрыть убийцу, в финальной сцене завязки происходит сражение и она стреляет в маньяка.
Затем показывается отрывок из снятого ей самой фильма. Потом уже в психушке показывают маньяка. Он смотрит снятый Эми фильм. К нему подходит медсестра и спрашивает: «Тебе тоже не нравится этот фильм? Я думаю, у нас с тобой много общего!» И медсестра, которой оказывается Бренда (Ребекка Гейхарт) — так и не пойманная убийца из первой части, увозит маньяка.

## В ролях
- Дженнифер Моррисон — Эми Мэйфилд
- Мэттью Дэвис — братья-близнецы Трэвис и Тревор
- Харт Бокнер — профессор Соломон
- Джоуи Лоуренс — Грэм
- Энсон Маунт — Тоби
- Энтони Андерсон — Стэн
- Ева Мендес — Ванесса
- Майкл Бэколл — Дирк
- Джессика Коффил — Сандра
- Марко Хофшнайдер — Саймон
- Лоретта Дивайн — Риз

## Награды и номинации
| Год  | Премия             | Категория                    | Итог      |
| ---- | ------------------ | ---------------------------- | --------- |
| 2001 | «Сатурн»           | Лучший фильм ужасов          | Номинация |
| 2001 | Teen Choice Awards | Choice Movie — ужасы/триллер | Победа    |